# Aleksander von Broemsen
Aleksander von Broemsen, właśc. Alexander Gustav Robert von Brömsen, także: Bremsen, Brehmsen, Bremzen (ros. Александр Густавович фон Бремзен, ur. 6 października?/18 października 1824 w Ķeipene, zm. 21 stycznia?/2 lutego 1881 w Warszawie) – baron, generał major Armii Imperium Rosyjskiego.

## Życiorys

### Lata 1862–1865
Od 1862 był adiutantem Generalnej Guberni Noworosji, a także adiutantem namiestnika Aleksandra Ludersa. W 1862 pojmał Ludwika Jaroszyńskiego, autora zamachu na księcia Konstantego. Od 1862 uczestniczył w komisji wojenno-śledczej w sprawach: porucznika Iwana Amholda, Piotra Śliwickiego i żołnierzy oskarżonych o szerzenie propagandy w wojsku. Ze względu na swoje szczególne okrucieństwo został wybrany oficerem do specjalnych poruczeń przy komendancie oddziałów gwardii w Warszawie i naczelniku wojennym warszawskiego okręgu, baronie Andrieju Korfie.
W styczniu 1863 dowodził oddziałem ścigającym młodzież uciekającą przed branką w lasach kampinoskich. W tym samym roku został naczelnikiem wojennym okręgu kolei warszawsko-łowickiej w Skierniewicach, w czerwcu pełnił funkcję pomocnika naczelnika wojennego okręgu kolei warszawsko-wiedeńskiej w Piotrkowie Trybunalskim.
W 1863 Broemsen dowodził w bitwach przeciwko powstańcom styczniowym, w przegranych: 23 maja 1863 pod Niewieszem z oddziałami płk. Kajetana Słupskiego, 28 maja zaś w bitwie pod Grochowami z oddziałami Edmunda Calliera, a także 29 sierpnia 1863 w zwycięskiej bitwie pod Kruszyną, w której dowodził wraz z majorem Klodtem rozbijając oddziały powstańcze generała Edmunda Taczanowskiego.
2 lipca 1863 w wyniku rozkazu księcia Konstantego utworzono łódzki okręg wojenny, tj. „Okręg miasta Łodzi i okolic” (od 1864 Okręg wojenny miasta Łodzi, okolic i powiatu sieradzkiego). Wyznaczono wówczas na naczelnika wojennego Łodzi, pułkownika Aleksandra von Broemsena, podlegającego naczelnikowi kaliskiego okręgu wojennego, mimo położenia miasta Łodzi w granicach guberni warszawskiej. Broemsen za zgodą namiestnika Fiodora Berga utworzył w Łodzi komisję wojenno-śledczą i wojenno-sądową. Umożliwiło mu to prawo zatwierdzania wyroków śmierci (pomijając tryb rewizji w ramach Audytoriatu Polowego w Warszawie) oraz znaczne kompetencje przy wydawaniu decyzji w sprawach śledczych i sądowych. Miał możliwość ustanawiania kar głównych (kary śmierci, katorga, zesłanie na Syberię wraz z pozbawianiem wszystkich praw stanu) oraz kar poprawczych (zesłanie na Syberię, roty aresztanckie, dom poprawczy, przymusowa służba wojskowa w karnym batalionie). Ponadto Broemsenowi podlegała policja oraz urząd miejski Łodzi. Uczestniczył również w egzekucjach, m.in. przy wykonywaniu wyroków na dezerterach z Armii Rosyjskiej, którzy przyłączyli się do powstańców. Przy pomocy wprowadzonego systemu wojskowo-policyjnego Broemsen skutecznie pacyfikował działania powstańców. W wyniku jego decyzji dwukrotnie zwiększono garnizon wojskowy w Łodzi, a także zwiększono liczbę policjantów. Ponadto z inicjatywy Broemsena utworzono pierwszą łódzką gazetę „Łodźer Anzieger”, z czasem przekształconą w „Lodzer Zeitung”. Wydawanie pierwszej gazety w Łodzi miało na celu skuteczniejsze rozpowszechnianie postanowień Broemsena.

### Wyroki i kary wydane przez Broemsena
Sąd wojenny w okresie rządów Broemsena wydał 17 wyroków śmierci, 56 wyroków skazujących na zesłanie na katorgę, 14 skazujących na zesłanie na Syberię, 21 skierowań do rot aresztanckich, skazał na 131 kar robót publicznych. Ponadto setki osób znalazły się pod nadzorem policyjnym, szczególnie dotknięci karami byli członkowie oddziałów Józefa Dworzaczka i Józefa Sawickiego, tj. m.in. uczestnicy bitwy pod Dobrą. Wyroki wykonywano zwykle w lesie Grabinka w Grabinie oraz na Rynku Bałuckim.
Decyzją Broemsena ksiądz i radny miejski – Wojciech Jakubowicz – został odwołany z funkcji radnego, a następnie zesłany do guberni kazańskiej, ze względu na swoją działalność patriotyczną. Ponadto z funkcji radnych zostali odwołani i wysiedleni z okręgu łódzkiego radni: Adolf Likiernik, J. Paszkiewicz, T. Sudra, M. Lajnweber, J. Lipiński, a także prezydent Andrzej Rosicki, co wynikało z podejrzeń o współpracę z powstańcami i patriotyczne poglądy.
Broemsen ponadto słynął z nakładania wysokich kar finansowych. Kontrybucje nakładane były m.in. za nabożeństwa żałobne po powstańcach (miasto Łódź zapłaciło 1270 rubli), za ukrywanie się powstańców w Pabianicach (miasto Pabianice zapłaciło 2000 rubli), w latach 1863–1866 miasto Łódź i łodzianie łącznie zapłacili około 66 000 rubli kontrybucji, w tym m.in. nakładanych za obowiązujące zakazy noszenia elementów żałobnych i biżuterii patriotycznej.
W 1863 Broemsen surowo ukarał również burmistrza Radomska – Karola Kalinowskiego, co podyktowane było tym, iż Broemsen w Szczepocicach nie mógł przeprawić się ze swoimi oddziałami przez zaniedbany most. Jak wskazali mu włościanie – za brak decyzji o naprawie mostu odpowiedzialny był burmistrz. Broemsen rozkazał zbić Kalinowskiego batami. W wyniku śledztwa okazało się, że to nie burmistrz jest odpowiedzialny za stan mostu, wobec czego Broemsen został zobowiązany do przeproszenia Kalinowskiego.
Pomimo swojej surowości Broemsen zjednał sobie znaczne grono lojalistów wśród łódzkiej burżuazji – łódzcy fabrykanci, głównie pochodzenia niemieckiego oraz żydowskiego, złożyli na jego ręce podziękowania za tłumienie powstania, byli to m.in.: Ludwik Geyer, Edward Hentschel, Ludwik Grohman, Robert Buhle, Antoni Ramisch, Rudolf Kindler, Herman Konstadt, Samuel Lande, Izrael Poznański i Henryk Markusfeld.
W styczniu 1866 Broemsen został zdymisjonowany. Wynikało to z decyzji namiestnika Fiodora Berga, który zrobił to w związku z faktem, iż część nakładanych przez Broemsena kontrybucji nie wpływała do kasy cara, lecz finansowała wystawny tryb życia Broemsena. 

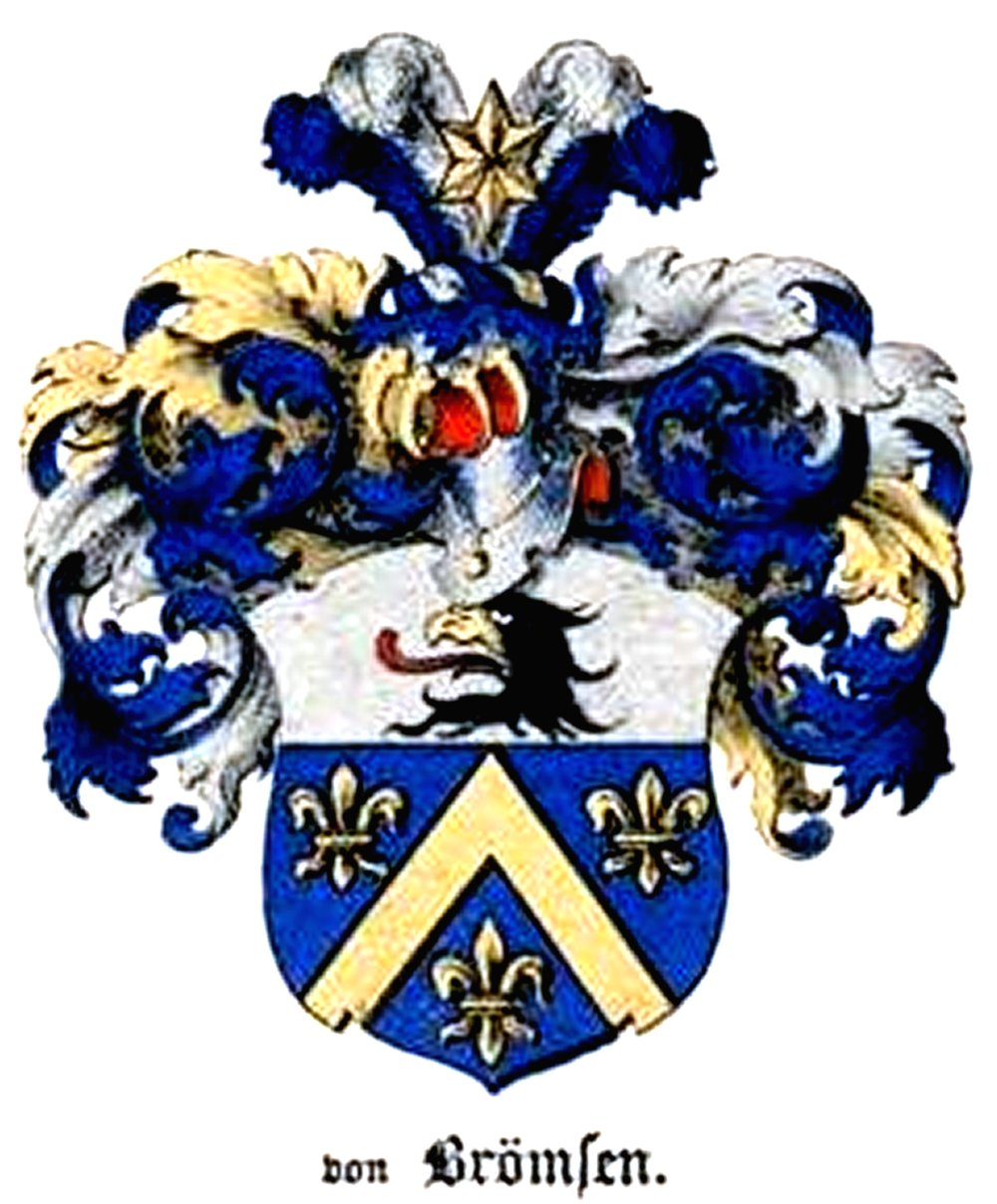
Herb rodu von Brömsen

### Lata 1866–1881
Broemsen po zdymisjonowaniu do 1870 był komendantem 38 Tobolskiego Pułku Piechoty, natomiast w 1870 został fligel adiutantem. 4 października 1872 awansował ze stopnia pułkownika do stopnia generała majora. W latach 1874–1877 był komendantem 1 brygady 3 Dywizji Piechoty Gwardii Imperium Rosyjskiego zlokalizowanej w Warszawie, a w latach 1877–1880 komendantem 2 brygady 3 Dywizji Piechoty Gwardii Imperium Rosyjskiego. W trakcie wojny rosyjsko-tureckiej w latach 1877–1878 uczestniczył pod dowództwem Iosifa Hurki w wygranych bitwach: pod Górnym Dubnikiem i pod Telish.
Zmarł w Warszawie 2 lutego 1881.

### Życie prywatne
Pochodził z rodziny szlacheckiej – rodu von Brömsen, urodził się w Ķeipene (niem. Kaipen) w Kurlandii, jego ojcem był Gustav Johann Robert von Broemsen (1792–1870) był właścicielem ziemskim oraz sędzią okręgowym w Dorpacie i Rydze, jego matką była Constance Anna Aurora von Peuker (ur. 1807), małżeństwo oprócz Aleksandra miało jeszcze sześcioro dzieci. Aleksander Był Niemcem bałtyckim i luteraninem. Ożenił się w 1851 z Zoe Bălăceanu (1828–1912), z którą miał córkę – Elenę Constantinę von Brömsen (1860–1936), której pierwszym mężem był Nikołaj Slezkin, drugim zaś był syn rosyjskiego architekta Nikołaja Benois – Nikołaj Nikołajewicz Benois.
Siedziba Broemsena w Łodzi znajdowała się w przy ul. Średniej nr 336 (późn. ul. Pomorskiej 18) w pałacu Karola Gebhardta, w związku z faktem, iż w 1861 budynek został przejęty przez wojsko rosyjskie.